# 石垣山城

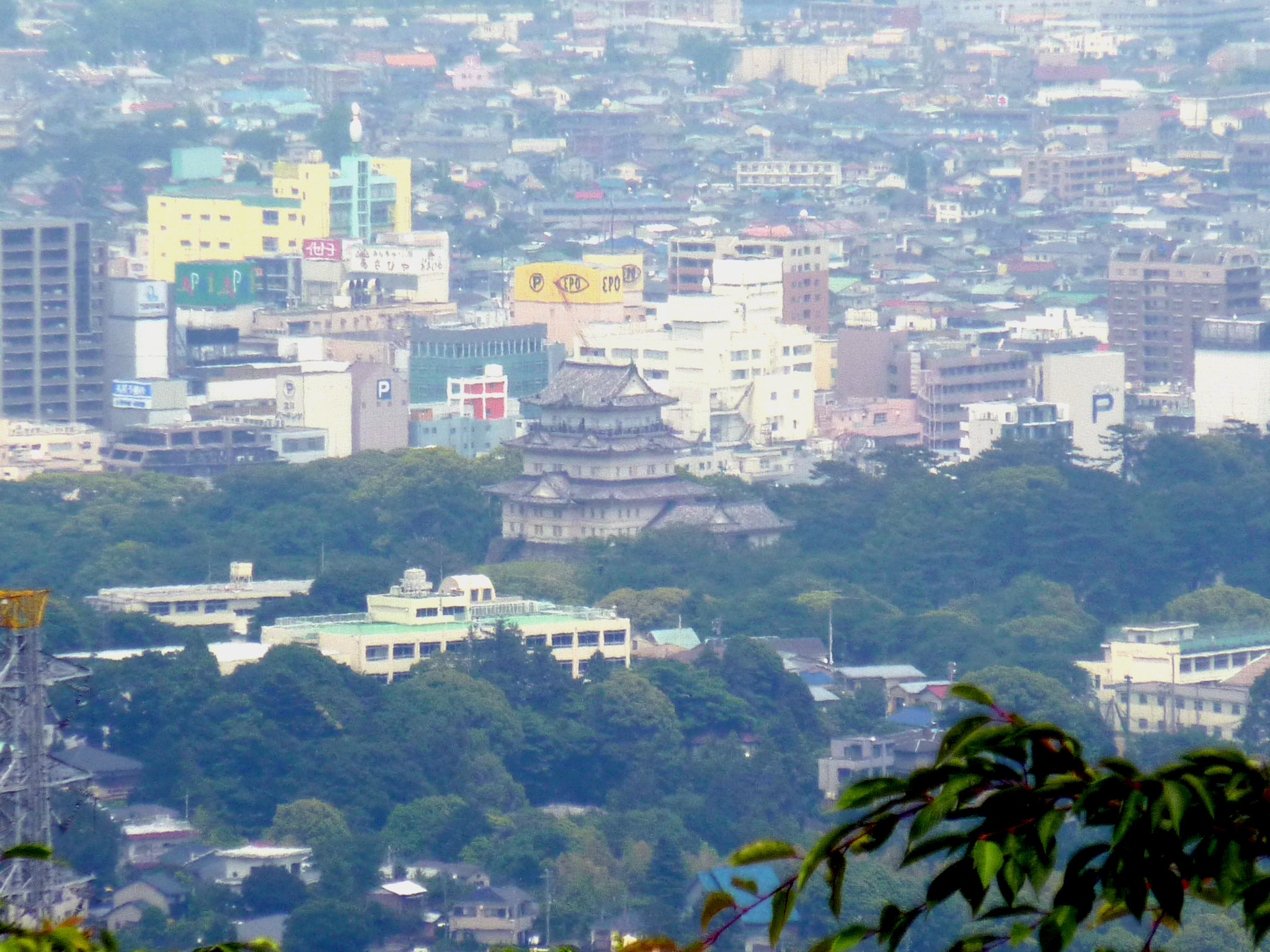
石垣山一夜城から望む小田原城

石垣山城（いしがきやまじょう）は、神奈川県小田原市早川にあった日本の城。石垣山一夜城または太閤一夜城とも呼ばれている。

## 概要
豊臣秀吉が天正18年（1590年）の小田原征伐の際に構築した。石垣山城は標高261.9mの天守台を頂点に、東西270m、南北550mにわたって丘陵上（石垣山）に位置していた。
天正18年（1590年）豊臣秀吉は小田原北条氏を屈服させるため、北条領に侵攻を開始。支城であった山中城や八王子城を攻略した後、北条氏の本拠であった小田原城を攻略するために大軍で城を包囲した。元々小田原北条氏の支城があったこの山を占拠した秀吉は、小田原城を見下ろすように城を築くことを発案し、同年4月から築城を開始した。
構築中は小田原城から見えないように築き、完成後に周囲の木を伐採したため、北条氏側にまるで一夜にして築城されたかのように見せて驚かせたとする逸話も残り、一夜城の名もこれに由来する。ただし、小田原城と石垣山一夜城の距離は非常に近く、築城中の様子は小田原城から見えていた、もしくは意識的に見せていた可能性が高い。
石垣や櫓を備えた本格的な「近世城郭」であり、関東で最初に造られた総石垣の城であったとされる。約3 - 4万人を動員し、4月から6月下旬までの80日で構築された（『小田原北条記』巻九の記述では、4月1日から築かれたと記す）。6月初頭に小田原の秀吉の陣へ陸奥国の大名の伊達政宗が出頭した際は未だ完成途上であったが、同地にいた豊臣政権中枢に近かった茶人で商人の千利休が、茶人大名の古田織部に宛てた同月20日付けの書状には「今月中に出来上がる」という趣旨のことが記されており、6月26日に完成したとされている（6月26日に本営を早雲寺から移した）。およそ10日後の7月5日、北条氏直は小田原城を出て降伏を申し出ている。
秀吉はこの城で茶会を開き、後陽成天皇の勅使を迎えた。天守台跡が存在し、発掘調査の結果、高層の天守があったと推測されている。時代背景を考慮すると現存する犬山城や丸岡城に近い形式であったと推測されている。
大正12年（1923年）の関東大震災で石垣に被害を受けたが、井戸曲輪の石垣は地震に耐えて現在もよく残っている。この城の縄張りを行った者について、城郭研究者の外川淳などは、長方形の郭や濠などがこの後に秀吉の命で築かれた肥前国の名護屋城に非常に似ていることから、同じ担当者すなわち黒田官兵衛であったと推測している。 
昭和34年（1959年）に北曲輪と出曲輪を除く部分が国の史跡に指定された（史跡指定にかかわる内容は「石垣山」参照のこと）。平成2年（1990年）には歴史公園として一般開放された（石垣山一夜城歴史公園）。
秀吉が政宗と謁見した際、政宗に刀を預けて丸腰のまま陣所を案内したとされる巷談、秀吉が徳川家康に対して関東移封を伝えたとされる巷説「関東の連れ小便」、どちらも舞台はこの城である。
平成元年（1989年）からの発掘調査で、「辛卯八月日」天正19年（1591年）の銘のある瓦が発見されており、小田原落城後も城の建設が続けられていたことが判明している。

## 歴史・沿革
- 天正18年（1590年） 小田原征伐の際に陣城として築城[2]。
- 大正12年（1923年） 関東大震災で大部分の石垣が崩壊。
- 昭和34年（1959年） 「石垣山」として北曲輪と出曲輪を除く部分を国の史跡に指定[2]。
- 平成18年（2006年） 史跡追加指定[2]。
- 平成29年（2017年） 「続日本100名城」（126番）に選定。

## 現地情報
城跡は前述のとおり石垣山一夜城歴史公園となっている。
- 東日本旅客鉄道（JR東日本）東海道線の早川駅または小田急箱根鉄道線（箱根登山電車）の箱根板橋駅からタクシー10分。徒歩の場合、早川駅や箱根登山電車の入生田駅のいずれからも数十分かかる。